# Pseudopus
Pseudopus – rodzaj jaszczurek z podrodziny w Anguinae w rodzinie padalcowatych (Anguidae).

## Rozmieszczenie geograficzne
Jedyny współczesny przedstawiciel rodzaju występuje od południowej Europy na wschód po Azję Środkową.

## Podział systematyczny
Do rodzaju należy jeden współcześnie występujący gatunek:
- Pseudopus apodus (Pallas, 1775) – żółtopuzik bałkański

Opisano również gatunki wymarłe znane tylko ze szczątków kopalnych:
- Pseudopus ahnikoviensis Klembara, 2012
- Pseudopus confertus Klembara & Rummel, 2018
- Pseudopus laurillardi Lartet, 1851
- Pseudopus moguntinus Boettger, 1875
- Pseudopus pannonicus (Kormos, 1911) – żółtopuzik pannoński[4]